# 40994 Tekaridake
40994 Tekaridake este un asteroid din centura principală de asteroizi.

## Descriere
40994 Tekaridake este un asteroid din centura principală de asteroizi. A fost descoperit pe 20 octombrie 1999 la Susono de Makio Akiyama. Asteroidul prezintă o orbită caracterizată de o semiaxă mare de 2,69 ua, o excentricitate de 0,20 și o înclinație de 11,6° în raport cu ecliptica.